# 自克隆蜥蜴
自克隆蜥蜴（学名： Leiolepis ngovantrii）是2010年发现定名的一种蜥蜴，这种蜥蜴皆为雌性，通过克隆繁殖下一代，栖息于越南南部地区。在当地这种蜥蜴为一种非常常见的食物。